# Quần vợt tại Đại hội Thể thao Đông Nam Á 2017
Môn quần vợt tại Đại hội Thể thao Đông Nam Á 2017 đã được tổ chức ở Trung tâm quần vợt quốc gia, Jalan Duta từ ngày 21 đến ngày 26 tháng 8 năm 2017.

## Các quốc gia tham dự
Tổng cộng có 71 vận động viên từ 9 quốc gia đang thi đấu trong quần vợt tại Đại hội Thể thao Đông Nam Á 2017:
- Campuchia (8)
- Indonesia (10)
- Lào (4)
- Malaysia (10)
- Myanmar (6)
- Philippines (8)
- Singapore (6)
- Thái Lan (10)
- Việt Nam (9)

## Lịch thi đấu
Sự kiện quần vợt tại Đại hội Thể thao Đông Nam Á 2017 đã tổ chức từ ngày 21 đến ngày 26 tháng 8 năm 2017.

## Danh sách huy chương

### Nam
| Nội dung | Vàng                                                     | Bạc                                                          | Đồng                                                                     |
| -------- | -------------------------------------------------------- | ------------------------------------------------------------ | ------------------------------------------------------------------------ |
| Đơn nam  | Christopher Rungkat · Indonesia                          | Jirat Navasirisomboon · Thái Lan                             | Lý Hoàng Nam · Việt Nam                                                  |
| Đơn nam  | Christopher Rungkat · Indonesia                          | Jirat Navasirisomboon · Thái Lan                             | Wishaya Trongcharoenchaikul · Thái Lan                                   |
| Đôi nam  | Thái Lan (THA) · Sanchai Ratiwatana · Sonchat Ratiwatana | Philippines (PHI) · Francis Casey Alcantara · Ruben Gonzales | Việt Nam (VIE) · Lý Hoàng Nam · Nguyễn Hoàng Thiên                       |
| Đôi nam  | Thái Lan (THA) · Sanchai Ratiwatana · Sonchat Ratiwatana | Philippines (PHI) · Francis Casey Alcantara · Ruben Gonzales | Thái Lan (THA) · Kittipong Wachiramanowong · Wishaya Trongcharoenchaikul |

### Nữ
| Nội dung | Vàng                                                         | Bạc                                                        | Đồng                                                     |
| -------- | ------------------------------------------------------------ | ---------------------------------------------------------- | -------------------------------------------------------- |
| Đơn nữ   | Luksika Kumkhum · Thái Lan                                   | Anna Clarice Patrimonio · Philippines                      | Stefanie Tan · Singapore                                 |
| Đơn nữ   | Luksika Kumkhum · Thái Lan                                   | Anna Clarice Patrimonio · Philippines                      | Andrea Ka · Campuchia                                    |
| Đôi nữ   | Thái Lan (THA) · Nicha Lertpitaksinchai · Peangtarn Plipuech | Thái Lan (THA) · Luksika Kumkhum · Noppawan Lertcheewakarn | Malaysia (MAS) · Jawairiah Noordin · Theiviya Selvarajoo |
| Đôi nữ   | Thái Lan (THA) · Nicha Lertpitaksinchai · Peangtarn Plipuech | Thái Lan (THA) · Luksika Kumkhum · Noppawan Lertcheewakarn | Philippines (PHI) · Denise Dy · Katharina Lehnert        |

### Hỗn hợp
| Nội dung   | Vàng                                                         | Bạc                                                   | Đồng                                                     |
| ---------- | ------------------------------------------------------------ | ----------------------------------------------------- | -------------------------------------------------------- |
| Đôi nam nữ | Thái Lan (THA) · Nicha Lertpitaksinchai · Sanchai Ratiwatana | Indonesia (INA) · Jessy Rompies · Christopher Rungkat | Thái Lan (THA) · Peangtarn Plipuech · Sonchat Ratiwatana |
| Đôi nam nữ | Thái Lan (THA) · Nicha Lertpitaksinchai · Sanchai Ratiwatana | Indonesia (INA) · Jessy Rompies · Christopher Rungkat | Philippines (PHI) · Denise Dy · Ruben Gonzales           |

## Bảng huy chương
Từ khóa
| 1       | Thái Lan    | 4 | 2 | 3  | 9  |
| 2       | Indonesia   | 1 | 1 | 0  | 2  |
| 3       | Philippines | 0 | 2 | 2  | 4  |
| 4       | Việt Nam    | 0 | 0 | 2  | 2  |
| 5       | Campuchia   | 0 | 0 | 1  | 1  |
| 5       | Malaysia    | 0 | 0 | 1  | 1  |
| 5       | Singapore   | 0 | 0 | 1  | 1  |
| Tổng số | Tổng số     | 5 | 5 | 10 | 20 |